# مصطفی عبدی (بازیکن فوتبال)
مصطفی عبدی (انگلیسی: Mustafa Abdi؛ زادهٔ ۲ ژانویهٔ ۱۹۸۴) یک بازیکن فوتبال اهل قطر است.

## باشگاهی
از باشگاه‌هایی که در آن بازی کرده‌است می‌توان به الریان و الغرافه اشاره کرد.

## تیم ملی
وی همچنین در تیم ملی فوتبال قطر بازی کرده است.